# Peccati a Venezia
Peccati a Venezia è un film drammatico del 1980, diretto da Amasi Damiani.

## Trama
In una Venezia decadente, nella villa in cui vivono Melissa, donna bellissima nel fiore degli anni, suo cugino Gianni e l'anziana e paralitica zia Adele, giunge la giovanissima Franca, amica di famiglia. In breve tempo la vita dei tre viene sconvolta: Melissa, che desidera segretamente Gianni, non sopporta che questi rivolga le proprie attenzioni alla bella ospite, ma ancora più sconvolta è la zia, che assiste impotente alle tresche (Franca tenta anche di sedurre Melissa). Quando la zia, non tollerando la condotta spudorata di Franca, la colpisce con uno schiaffo, questa resta esanime sul pavimento. Convinta d'averla uccisa, Melissa ne getta il corpo in mare con l'aiuto di Gianni. 
 Il commissario incaricato dell'indagine comprende subito che nella storia qualcosa non quadra: in realtà Franca, malata di cuore, è morta per lo spavento causato dall'improvvisa irruzione nella sua camera della zia paralitica e muta.